# ألان مور (طبال)
ألان مور (بالإنجليزية: Alan Moore)‏ هو طبال وموسيقي بريطاني، ولد في 1947 في برمنغهام في المملكة المتحدة.

## وصلات خارجية
- ألان مور على موقع ميوزك برينز (الإنجليزية)
- ألان مور على موقع أول ميوزيك (الإنجليزية)
- ألان مور على موقع ديسكوغز (الإنجليزية)